# Pandanowate
Pandanowate, pochutnikowate (Pandanaceae) – rodzina roślin krzewiastych, drzewiastych i pnączy należąca do rzędu pandanowców. Przedstawiciele reprezentujący pięć rodzajów z ok. 885 gatunkami (z czego 650 w rodzaju pandan) występują w strefie tropikalnej od zachodniej Afryki, poprzez południową Azję do wysp Oceanii. Rosną zwykle w lasach wilgotnych i na wybrzeżach. Niektóre gatunki z rodzaju pandan uprawiane są jako ozdobne, dostarczają jadalnych owoców, wykorzystywanych także do aromatyzowania potraw, liście wykorzystywane są w plecionkarstwie.

## Morfologia
Rośliny o charakterystycznej fizjonomii. Drewniejące pędy zakończone są pióropuszami skórzastych liści. Liście osiągają do 9 m długości przy 0,4 m szerokości u podstawy. Ułożone są spiralnie w rzędach. Przy brzegach i pośrodku od dołu na liściach znajdują się wystające grzbiety, czasem zwieńczone ostrymi kolcami. Z pnia wyrastają często liczne korzenie powietrzne. Niewielkie, zwykle rozdzielnopłciowe kwiaty zebrane są w szczytowe kwiatostany o różnym kształcie. Kwiaty nie mają okwiatu (tylko u Sararanga zachował się w postaci silnie zredukowanej). Kwiaty męskie zawierają liczne pręciki. Kwiaty żeńskie składają się tylko ze słupkowia z jednego lub kilku owocolistków. Owocami są pojedyncze pestkowce lub jagody zebrane w owocostany.

## Systematyka
Pozycja systematyczna według Angiosperm Phylogeny Website (aktualizowany system APG IV z 2016)
|  | Stemonaceae                                                                            |
|  |                                                                                        |
|  | \| \| pandanowate Pandanaceae \| \| \| \| \| \| okolnicowate Cyclanthaceae \| \| \| \| |
|  |                                                                                        |
|  | pandanowate Pandanaceae                                                                |
|  |                                                                                        |
|  | okolnicowate Cyclanthaceae                                                             |
|  |                                                                                        |

|  | pandanowate Pandanaceae    |
|  |                            |
|  | okolnicowate Cyclanthaceae |
|  |                            |

|  | Stemonaceae                                                                            |
|  |                                                                                        |
|  | \| \| pandanowate Pandanaceae \| \| \| \| \| \| okolnicowate Cyclanthaceae \| \| \| \| |
|  |                                                                                        |
|  | pandanowate Pandanaceae                                                                |
|  |                                                                                        |
|  | okolnicowate Cyclanthaceae                                                             |
|  |                                                                                        |

|  | pandanowate Pandanaceae    |
|  |                            |
|  | okolnicowate Cyclanthaceae |
|  |                            |

Podział
- Benstonea Callm. & Buerki
- Freycinetia Gaudich. – szczudla
- Martellidendron (Pic.Serm.) Callm. & Chassot
- Pandanus Parkinson – pandan
- Sararanga Hemsl.